# De Lamock
De Lamock, ook de Lamock de Sohier, behoorde tot de Zuid-Nederlandse adel.

## Geschiedenis
In 1738 verleende keizer Karel VI erfelijke adel en gebruik van het partikel de aan Jean-Baptiste Lamock, grootvader van Jean-Baptiste (hierna).

## Jean-Baptiste de Lamock
Jean-Baptiste de Lamock (Luxemburg, 4 mei 1776 - Frameries, 11 december 1857) was een zoon van Jean-Baptiste Florentin de Lamock, heer van Assenois, gedeputeerde voor de Staten van Luxemburg, en van Anna-Marie de Seyl. Hij werd in 1838 erkend in de erfelijke adel en was lid van de provincieraad van Luxemburg. Hij was inspecteur van Waters en Bossen, ontvanger van de registratie en domeinen in Neufchâteau. Hij trouwde in 1820 met barones Marie-Jeanne de Schavenbourg (° 1784). Ze kregen een zoon en een dochter, maar in 1892 is deze familietak uitgedoofd.

## Felix de Lamock de Sohier
Charles Antoine Louis Joseph Félix de Lamock de Sohier (1792 - Sohier, 23 juni 1858), verre verwant van Jean-Baptiste hierboven, was vrederechter voor het kanton Wellin. Hij was een zoon van Louis-Félix de Lamock, heer van Botassart, Sohier, Chairière, Gros Fays, Cornemont, Sixplanes, en van Marie-Anne de Baring. Hij werd in 1826, onder het Verenigd Koninkrijk der Nederlanden, erkend in de erfelijke adel met de titel ridder, overdraagbaar op alle mannelijke afstammelingen. Hij bleef vrijgezel zodat deze familietak bij zijn dood uitdoofde.